# Rosamond, Kalifornien
Rosamond är en ort (CDP) i Kern County, i delstaten Kalifornien, USA. Enligt United States Census Bureau har orten en folkmängd på 18 150 invånare (2010) och en landarea på 135 km².